# Nhà nước Độc lập Croatia
Nhà nước Độc lập Croatia hay Quốc gia Độc lập Croatia (tiếng Croatia: Nezavisna Država Hrvatska, NDH; tiếng Đức: Unabhängiger Staat Kroatien; tiếng Ý: Stato Indipendente di Croazia) là một chính phủ bù nhìn của Đức và Ý trong Chiến tranh thế giới thứ hai. Nó được thành lập tại một phần của Nam Tư bị chiếm đóng vào ngày 10 tháng 4 năm 1941, sau cuộc xâm lược của các thế lực phe Trục. Lãnh thổ của nó bao gồm hầu hết lãnh thổ hiện đại của Croatia, Bosnia và Herzegovina, và một số bộ phận của Serbia và Slovenia ngày nay, nhưng không có một số khu vực của Người Croatia ở Dalmatia (cho đến cuối năm 1943), vùng Istria, và Medjimurje (mà ngày nay là một phần của Croatia).
Trong suốt thời gian tồn tại, NDH được quản lý như một quốc gia độc đảng bởi tổ chức phát xít Ustaša. Tổ chức Ustaše được lãnh đạo bởi Đại diện đầu sỏ, Ante Pavelić. Chế độ nhắm mục tiêu người Serb, người Do Thái và Roma là một phần của chiến dịch diệt chủng quy mô lớn, cũng như người Croatia và người Hồi giáo chống phát xít hoặc bất đồng chính kiến.
Giữa năm 1941 – 1945, 22 trại tập trung tồn tại bên trong lãnh thổ do Nhà nước Độc lập Croatia kiểm soát, hai trong số đó (Jastrebarsko và Sisak) chỉ có trẻ em và lớn nhất là Jasenovac. 
Nhà nước chính thức là một chế độ quân chủ sau khi ký kết luật pháp với Quân chủ Zvonimir vào ngày 15 tháng 5 năm 1941. Bổ nhiệm bởi Victor Emmanuel III của Ý, Hoàng tử Aimone, Công tước Aosta ban đầu từ chối đảm nhận ngai vị đối lập với sự sáp nhập Ý của đa số Người Croatia với khu vực dân cư của Dalmatia, sáp nhập như một phần của chương trình nghị sự của Ý trong việc tạo ra một Mare Nostrum ("Biển của chúng ta"). Sau đó, ông đã nhanh chóng chấp nhận ngai vàng do áp lực từ Victor Emmanuel III và được mang tên Tomislav II của Croatia, nhưng không bao giờ chuyển từ Ý sang cư trú tại Croatia.
Từ khi ký kết Hiệp ước Rome vào ngày 18 tháng 5 năm 1941 cho đến khi thủ đô của Ý vào ngày 8 tháng 9 năm 1943, nhà nước là một lãnh thổ chung của Đức và Ý. Trong phán quyết của mình trong Phiên tòa xét xử con tin, Tòa án quân sự ở Đức đã kết luận rằng NDH không phải là một quốc gia có chủ quyền. Theo Toà án, "Croatia đã ở mọi thời điểm ở đây liên quan đến một quốc gia bị chiếm đóng".
Năm 1942, Đức đề nghị Ý kiểm soát quân sự toàn bộ Croatia khỏi mong muốn chuyển hướng quân đội Đức từ Croatia sang Mặt trận phía đông. Tuy nhiên, Ý đã từ chối lời đề nghị vì họ không tin rằng họ có thể xử lý tình huống không ổn định ở Balkan một mình. Sau khi lật đổ Mussolini và Hiệp ước đình chiến của Vương quốc Ý với quân Đồng minh, NDH vào ngày 10 tháng 9 năm 1943 tuyên bố rằng Hiệp ước Rome là vô hiệu và sáp nhập phần Dalmatia đã được nhượng lại cho Ý. NDH đã cố gắng sáp nhập Zara, vốn là một lãnh thổ được công nhận của Ý từ năm 1919 nhưng từ lâu đã trở thành một đối tượng của chủ nghĩa phi chính thống Croatia, nhưng Đức không cho phép điều đó.

## Địa lý
Về mặt địa lý, NDH bao gồm hầu hết Croatia hiện đại, tất cả Bosnia và Herzegovina, một phần của Serbia ngày nay, và một phần nhỏ của Slovenia ngày nay ở đô thị Brežice. Nó giáp với Đế chế thứ ba ở phía tây bắc, Vương quốc Hungary ở phía đông bắc, chính quyền Serbia (một chính phủ chung của Đức-Serb) ở phía đông, Montenegro (một nước bảo hộ của Ý) ở phía đông nam và Ý dọc theo bờ biển của nó khu vực.

### Thành lập biên giới
Biên giới chính xác của Nhà nước Độc lập Croatia không rõ ràng khi nó được thành lập. Khoảng một tháng sau khi hình thành, các khu vực quan trọng của lãnh thổ dân cư Croatia đã được nhượng lại cho các đồng minh của phe Trục, Vương quốc Hungary và Ý.
- Vào ngày 13 tháng 5 năm 1941, chính phủ NDH đã ký một thỏa thuận với Đức Quốc xã, nơi phân định biên giới của họ.[22]
- Vào ngày 19 tháng 5, các hiệp ước ở Rome đã được ký bởi các nhà ngoại giao của NDH và Ý. Phần lớn các vùng đất Croatia đã bị Ý sáp nhập, bao gồm hầu hết Dalmatia (bao gồm Split và Sibenik), gần như tất cả các đảo Adriatic (bao gồm Rab, Krk, Vis, Korčula, Mljet) và một số khu vực nhỏ hơn như Vịnh Boka Kotorska, một phần của khu vực duyên hải Croatia và khu vực Gorski.
- Vào ngày 7 tháng 6, chính phủ NDH đã ban hành một nghị định phân định biên giới phía đông với Serbia.[22]
- Vào ngày 27 tháng 10, NDH và Ý đã đạt được thỏa thuận về biên giới của Nhà nước Độc lập Croatia với Montenegro.
- Vào ngày 8 tháng 9 năm 1943, Ý đầu hàng và NDH chính thức coi các hiệp định ở Rome bị vô hiệu, cùng với Hiệp ước Rapallo năm 1920 đã trao cho Ý Istria, Fiume (nay là Rijeka) và Zara (Zadar).[23]

Ngoại trưởng Đức Joachim von Ribbentrop đã phê chuẩn việc mua lại NDH các lãnh thổ Dalmatia mà Ý đạt được tại thời điểm các hợp đồng ở Rome. Cho đến nay, hầu hết các lãnh thổ như vậy thực sự được kiểm soát bởi những người ủng hộ chính phủ Nam Tư, vì việc nhượng lại những khu vực đó đã khiến họ chống lại NDH mạnh mẽ (hơn một phần ba tổng dân số của Split được ghi nhận đã gia nhập ủng hộ chính phủ Nam Tư). Đến ngày 11 tháng 9 năm 1943, Bộ trưởng Ngoại giao NDH Mladen Lorković nhận được tin từ lãnh sự Đức Siegfried Kasche rằng NDH nên chờ đợi trước khi chuyển đến Istria. Chính phủ trung ương Đức đã sáp nhập Istria và Fiume (Rijeka) vào Vùng hoạt động Bờ biển Adriatic một ngày trước đó.
Međimurje và miền nam Baranja đã bị Vương quốc Hungary thôn tính (chiếm đóng). NDH đã tranh chấp điều này và tiếp tục đưa ra yêu sách cho cả hai, đặt tên tỉnh hành chính tập trung ở Osijek là Đại Giáo xứ Baranja. Biên giới này không bao giờ được luật hóa, mặc dù Hungary có thể đã coi tu viện Pacta có hiệu lực, trong đó phân định biên giới của hai quốc gia dọc theo sông Drava. 
Khi được so sánh với các biên giới cộng hòa được thiết lập ở Nam Tư SFR sau chiến tranh, NDH bao gồm toàn bộ Bosnia và Herzegovina, với đa số không phải là người Croatia (Serb và Bosniak), cũng như khoảng 20 km 2 của tiếng Slovenia (làng Slovenska vas gần Bregana, Nova vas gần Mokrice, Jesenice ở Dolenjsko, Obrežje và edem)  và toàn bộ Syrmia (một phần trước đây thuộc Danube Banovina).

### Phân chia hành chính
Nhà nước độc lập Croatia có bốn cấp phân chia hành chính: các giáo xứ lớn (velike župe), quận (kotari), thành phố (gradovi) và thành phố (opcine). Vào thời điểm thành lập, nhà nước có 22 giáo xứ lớn, 142 quận, 31 thành phố  và 1006 đô thị.
Cấp chính quyền cao nhất là các giáo xứ lớn (Velike župe), mỗi giáo xứ được lãnh đạo bởi một Grand Župan. Sau khi Ý bị bắt giữ, NDH được người Đức cho phép sáp nhập một phần của các khu vực Nam Tư trước đây bị Ý chiếm đóng. Để phù hợp với điều này, ranh giới giáo xứ đã được thay đổi và giáo xứ mới Sidraga-Ravni Kotari đã được tạo ra. Ngoài ra, vào ngày 29 tháng 10 năm 1943, Kommissariat of Sušak-Krk (tiếng Croatia: Građanska Sušak-Rijeka) đã được người Đức tạo ra riêng biệt để hoạt động như một vùng đệm giữa NDH và RSI trong khu vực Fiume để "nhận thức được lợi ích đặc biệt của NDH dân số địa phương chống lại [I] talians " 

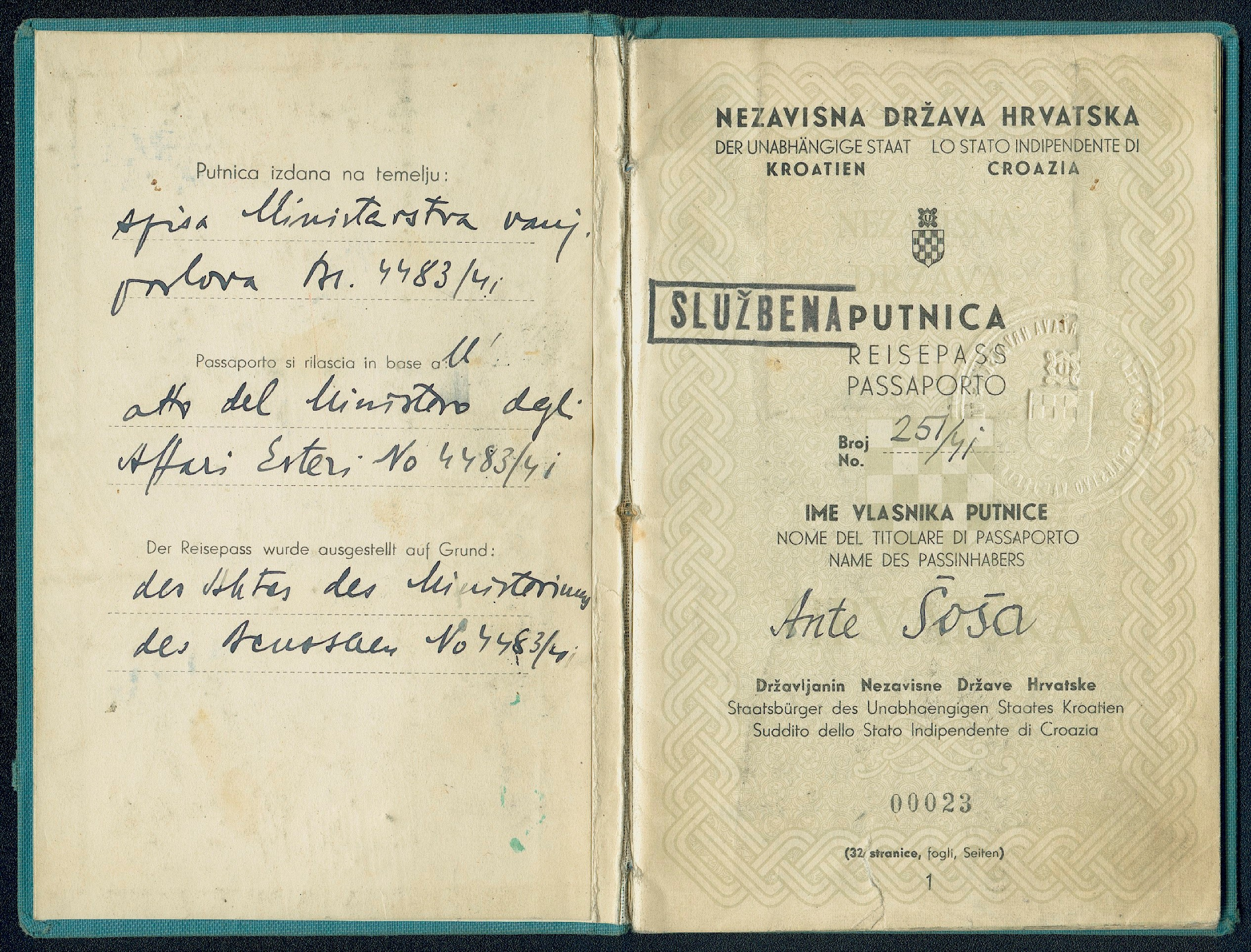
Hộ chiếu ngoại giao cấp năm 1941 cho Ante oša, nhân viên tư vấn của NDH tại Vienna

| 1  | Baranja        |
| 2  | Song sinh      |
| 3a | Bribir-Sidraga |
| 3b | Hối lộ         |
| 4  | Cetina         |
| 5  | Dubrava        |
| 6a | Gora           |
| 6b | Gora-Zagorje   |
| 7  | Hum            |

| số 8 | Krbava-Psat   |
| 9a   | Lašva-Glaž    |
| 9b   | Lašva-Pliva   |
| 10   | Lika-Gacka    |
| 11   | Livac-Zapolje |
| 12   | Modruš        |
| 13   | Pliva-Rama    |
| 14   | Pokupje       |
| 15   | Posavje       |

| 16 | Sinh lực             |
| 17 | Sana-Luka            |
| 18 | Usora-Soli           |
| 19 | Vinodol-Podgorje     |
| 20 | Vrhbosna             |
| 21 | Vuka                 |
| 22 | Zagorje              |
| 23 | Sidraga-Ravni Kotari |

|  |  |

## Lịch sử

### Những ảnh hưởng đến sự gia tăng của Ustaše
Vào năm 1915, một nhóm người di cư chính trị từ Áo-Hung, chủ yếu là người Croatia nhưng bao gồm một số người Serb và người Hindi, đã thành lập một Ủy ban Nam Tư, với mục đích tạo ra một bang Nam Slav sau hậu quả của Thế chiến I. một cách để ngăn chặn Dalmatia được nhượng lại cho Ý theo Hiệp ước Luân Đôn (1915). Năm 1918, Hội đồng quốc gia của người Slovenia, người Croatia và người Serb đã phái một phái đoàn đến quốc vương Serbia để đưa ra sự thống nhất giữa Nhà nước của người chớp, người Croatia và người Serb với Vương quốc Serbia.
Nhà lãnh đạo của Đảng Nông dân Croatia, Stjepan Radić, cảnh báo về sự ra đi của họ tới Belgrade rằng hội đồng không có tính hợp pháp dân chủ. Nhưng một quốc gia mới, Vương quốc Serb, Croats và Slovenes, đã được tuyên bố một cách hợp lệ vào ngày 1 tháng 12 năm 1918, không có bất kỳ quy tắc pháp lý nào như ký kết một công ước Pacta mới để công nhận các quyền của nhà nước Croatia lịch sử.
Croats ngay từ đầu đã bị thiệt thòi về mặt chính trị với cấu trúc chính trị tập trung của vương quốc, được coi là ủng hộ đa số người Serb. Tình hình chính trị của Vương quốc Serb, Croats, và Slovenes rất khốc liệt và bạo lực. Năm 1927, Đảng Dân chủ Độc lập, đại diện cho người Serb của Croatia, đã quay lưng lại với chính sách tập trung của Vua Alexander. 
Vào ngày 20 tháng 6 năm 1928, Stjepan Radić và bốn đại biểu Croatia khác đã bị bắn khi đang ở trong quốc hội Belgrade bởi một thành viên của Đảng cấp tiến Nhân dân Serbia. Ba trong số các đại biểu, bao gồm Radić, đã chết. Sự phẫn nộ do vụ ám sát Stjepan Radić đe dọa gây bất ổn vương quốc. 
Vào tháng 1 năm 1929, Vua Alexander đã đáp lại bằng cách tuyên bố một chế độ độc tài hoàng gia, theo đó mọi hoạt động chính trị bất đồng đều bị cấm và đổi tên thành "Vương quốc Nam Tư". Ustaša được tạo ra trên nguyên tắc vào năm 1929. 
Một hậu quả của tuyên bố năm 1929 của Alexandre và sự đàn áp và đàn áp những người theo chủ nghĩa dân tộc Croatia là sự gia tăng ủng hộ cho người theo chủ nghĩa dân tộc cực đoan Croatia, Ante Pavelić, người từng là phó của Zagreb trong quốc hội Nam Tư, sau đó ông đã bị liên lụy trong vụ ám sát của Alexandrian sống lưu vong ở Ý và giành được sự ủng hộ cho tầm nhìn giải phóng Croatia khỏi sự kiểm soát của người Serb và "thanh lọc" chủng tộc Croatia. Khi cư trú tại Ý, Pavelić và những người lưu vong Croatia khác đã lên kế hoạch cho cuộc nổi dậy của Ustaša.

### Thành lập NDH

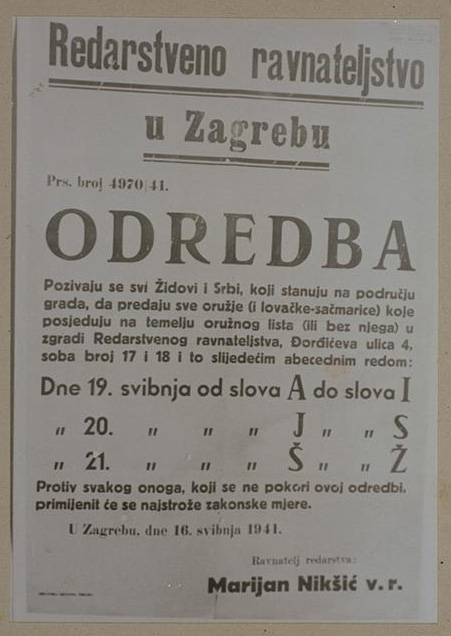
Tin nhắn kêu gọi người Do Thái và người Serb đầu hàng vũ khí của họ trước nguy cơ bị lên án nghiêm trọng.

Sau cuộc tấn công của các cường quốc phe Trục vào Vương quốc Nam Tư năm 1941 và sự thất bại nhanh chóng của Quân đội Hoàng gia Nam Tư (Jugoslavenska Vojska), đất nước đã bị lực lượng của phe Trục chiếm đóng. Các thế lực của phe Trục đã cho Vladko Maček cơ hội thành lập một chính phủ, kể từ khi Maček và đảng của ông, Đảng Nông dân Croatia(tiếng Croatia: Hrvatska seljačka stranka – HSS) có sự hỗ trợ bầu cử lớn nhất trong số những người Croatia của Nam Tư - nhưng Maček đã từ chối lời đề nghị đó.
Slavko Kvaternik, phó lãnh đạo của Ustaše tuyên bố thành lập Nhà nước Độc lập Croatia (NDH - Nezavisna Država Hrvatska) vào ngày 10 tháng 4 năm 1941. Pavelić, người được biết đến với danh hiệu Ustaše, " Poglavnik " (tạm dịch: Đại diện đầu sỏ) đã trở về Zagreb sau khi bị lưu đày ở Ý vào ngày 17 tháng 4 và trở thành nhà lãnh đạo tuyệt đối của NDH trong suốt quá trình tồn tại. 
Tán thành những đòi hỏi của Benito Mussolini và phát xít chế độ trong Vương quốc Ý, Pavelić miễn cưỡng chấp nhận Aimone, Công tước thứ tư của Aosta như một bù nhìn Vua của NDH dưới tên hoàng mới của mình, Tomislav II. Aosta là không quan tâm đến là bù nhìn Vua của Croatia: Sau khi biết ông đã được vinh danh là Vua của Croatia, ông nói với các đồng nghiệp gần đó anh nghĩ đề cử của ông là một trò đùa xấu của anh em họ của ông vua Victor Emmanuel III mặc dù ông đã chấp nhận ngai vị. Ông không bao giờ đến thăm NDH và không có ảnh hưởng đối với chính phủ, nơi bị thống trị bởi Pavelić.
Từ góc độ chiến lược, việc thành lập NDH là một nỗ lực của Mussolini và Hitler nhằm bình định người Croats, đồng thời giảm việc sử dụng tài nguyên của phe Trục, vốn rất cần thiết cho Chiến dịch Barbarossa. Trong khi đó, Mussolini đã sử dụng sự ủng hộ lâu dài của mình cho sự độc lập của Croatia như là đòn bẩy để buộc Pavelić ký một thỏa thuận vào ngày 19 tháng 5 năm 1941, theo đó trung tâm Dalmatia và một phần của Hrvatsko primorje và Gorski kotar được nhượng lại cho Ý.
Theo cùng một thỏa thuận, NDH bị giới hạn trong một lực lượng hải quân tối thiểu và các lực lượng Ý được trao quyền kiểm soát quân sự trên toàn bộ bờ biển Croatia. Sau khi Pavelić ký thỏa thuận, các chính trị gia Croatia khác đã khiển trách ông. Pavelić công khai bảo vệ quyết định và cảm ơn Đức và Ý đã ủng hộ nền độc lập của Croatia.
Sau khi từ chối sự lãnh đạo của NDH, Maček kêu gọi tất cả tuân theo và hợp tác với chính phủ mới. Giáo hội Công giáo La Mã cũng công khai ủng hộ chính phủ. Theo Maček, nhà nước mới được chào đón với một "làn sóng nhiệt tình" ở Zagreb, thường là do người dân "mù quáng và say sưa" bởi thực tế là Đức Quốc xã đã "gói quà chiếm đóng của họ dưới danh hiệu uyển chuyển của Nhà nước Độc lập Croatia ". Nhưng tại các ngôi làng, Maček đã viết, nông dân tin rằng "cuộc đấu tranh của họ trong 30 năm qua để trở thành chủ nhân của ngôi nhà và đất nước của họ đã phải chịu một thất bại to lớn".

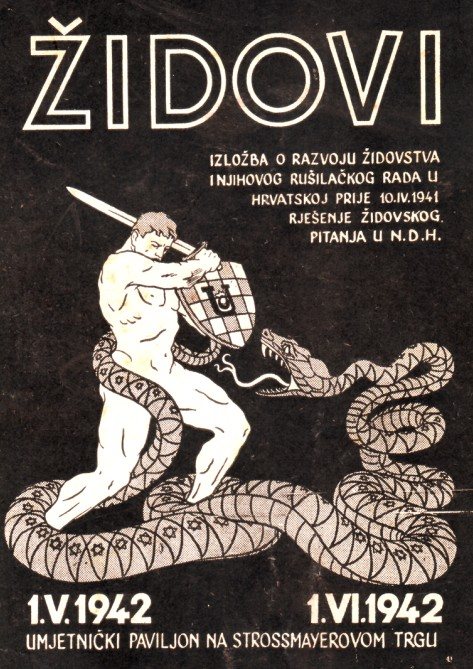
Một poster chống độc quyền ở Zagreb.

Không hài lòng với chế độ Pavelić trong những tháng đầu, Phe Trục vào tháng 9 năm 1941 đã yêu cầu Maček tiếp quản, nhưng Maček lại từ chối. Nhận thức được Maček như một đối thủ tiềm năng, Pavelić sau đó đã bắt anh ta và giam trong trại tập trung Jasenovac. Người Ustaše ban đầu không có quân đội hay chính quyền có khả năng kiểm soát tất cả lãnh thổ của NDH. Phong trào Ustaše có ít hơn 12.000 thành viên khi chiến tranh bắt đầu. Trong khi các ước tính riêng của Ustaše đưa số lượng cảm tình viên của họ ngay cả trong giai đoạn đầu vào khoảng 40.000.

### Hệ thống tòa án
NDH giữ lại hệ thống tòa án của Vương quốc Nam Tư, nhưng đã khôi phục tên của tòa án về dạng ban đầu. Bang này có 172 tòa án địa phương (kotar), 19 tòa án quận (bảng tư pháp), tòa án hành chính và tòa phúc thẩm ở cả Zagreb và Sarajevo, cũng như một tòa án tối cao ở Sarajevo. Nhà nước duy trì việc đền tội của đàn ông ở Lepoglava, Hrvatska Mitrovica, Stara Gradiška và Zenica, và một nhà tù của phụ nữ ở Zagreb.